# جغرافیای عربستان سعودی

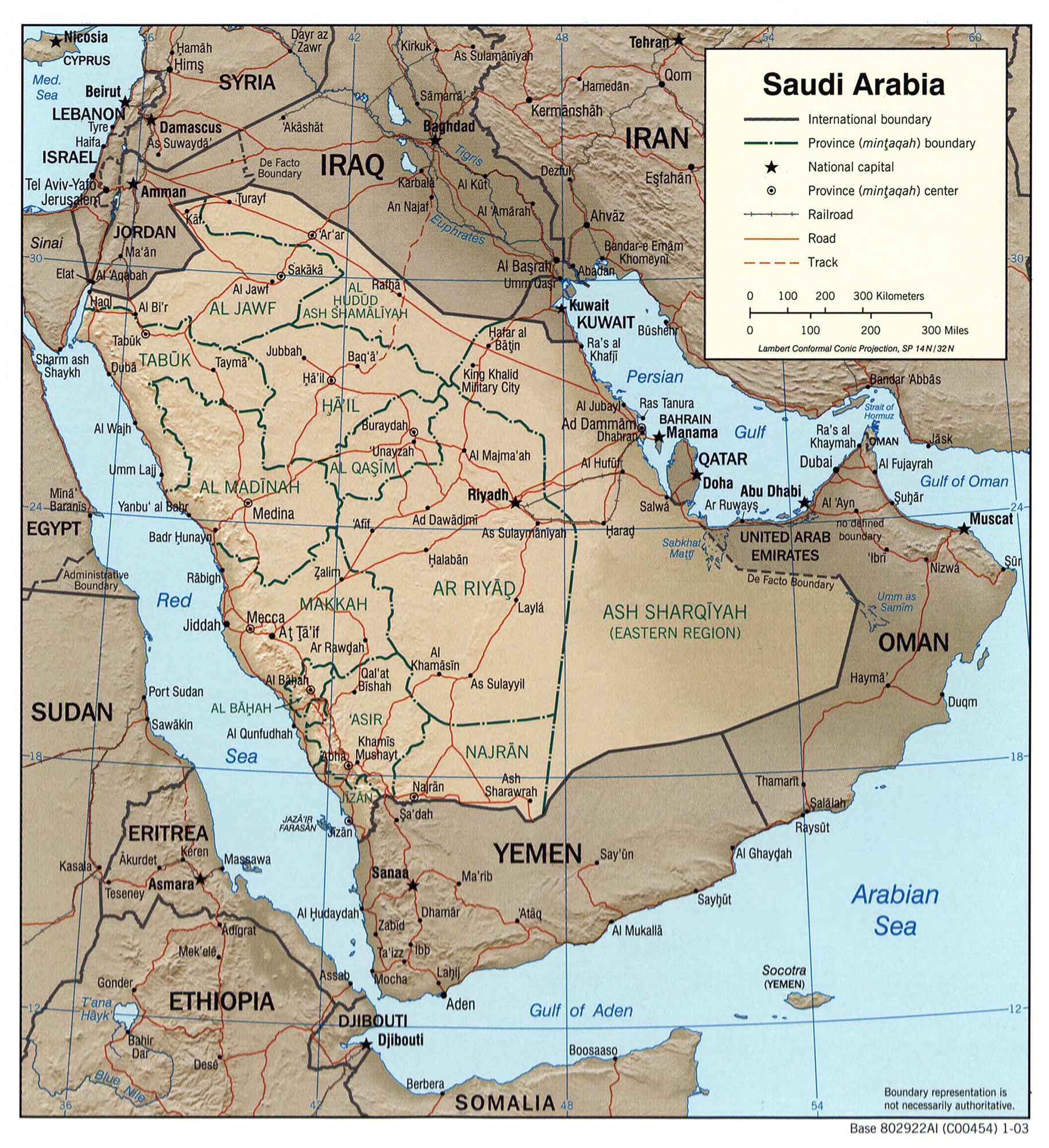
نقشه

عربستان سعودی (به عربی: المملکة العربیة السعودیة) بزرگترین کشور در باختر آسیاست. این کشور که بخش عمدهٔ شبه جزیرهٔ عربستان را دربر گرفته‌است، از شمال با عراق، اردن و کویت، از سوی خاور با امارات متحدهٔ عربی، قطر و خلیج فارس، از جنوب خاوری با عمان، از سوی جنوب با یمن و از سوی باختر با دریای سرخ هم‌مرز است.
عربستان سعودی با ۲٫۱۴۹ میلیون کیلومتر مربع مساحت بزرگترین کشور غرب آسیا و دومین کشور بزرگ عرب‌نشین (از نظر مساحت) پس از الجزایر است. این کشور بیش از ۲۷ میلیون جمعیت دارد که فقط ۱۶ میلیون آن‌ها شهروند این کشور و بقیه از اتباع خارجی هستند.
عربستان سعودی از بزرگترین تولیدکنندگان و صادرکنندگان نفت دنیا است. این کشور بیشترین ذخایر نفت جهان را داراست که این ذخایر به شکل عمده‌ای در استان شرقی متمرکز شده‌اند. نفت ۹۵٪ از صادرات و ۷۰٪ درآمد دولت را تشکیل می‌دهد. هر چند اخیراً صادرات غیرنفتی افزایش یافته‌اند. ثروت نفت باعث تبدیل این کشوری سلطنتی بیابانی به یکی از ثروتمندترین کشورهای دنیا شده‌است. درآمدهای گسترده نفتی سبب مدرنیزه شدن سریع کشور و ایجاد دولت رفاه شده‌است. عربستان همچنین دارای ششمین ذخایر گاز طبیعی بزرگ جهان است.

## جغرافیا
کشور عربستان سعودی در خاورمیانه و هم‌مرز با خلیج فارس و دریای سرخ است. در جنوب این کشور، یمن جای دارد. این کشور هم‌چنین با عراق، اردن، کویت، عمان، قطر، امارات متحدهٔ عربی مرز یکسان دارد. آب و هوای این سرزمین، گرم و خشک است. تفاوت دمای شب و روز زیاد است. بیشتر زمین‌های آن را بیابان‌های ماسه‌ای تشکیل می‌دهد. ربع الخالی که یک‌چهارم گستره شبه جزیرهٔ عرب را تشکیل می‌دهد، خالی از مردم است. بلندترین نقطهٔ عربستان سعودی کوه سوداء با سه هزار و پانصد و پنجاه متر بلندی است.

### آب و هوا
عربستان سعودی دارای آب و هوای گرم و خشک صحرایی است. دمای هوا در روزهای تابستان به‌طور متوسط ۴۵ درجه و در شب با اختلاف دمای زیاد نسبت به روز است. در بعضی مناطق کوهستانی حاشیه دریای سرخ و استان عسیر آب و هوا در ۸ ماه از سال نسبتاً مناسب است اما سرما به ندرت به زیر صفر درجه می‌رسد.